# Schausia nigrescens
Schausia nigrescens là một loài bướm đêm trong họ Noctuidae.